# Vojislav Biljanović
Vojislav Biljanović, črnogorski general, * 26. maj 1914, † 27. marec 1972.